# Mỏ than Tomisławice
Mỏ than Tomisławice là một mỏ than lớn nằm ở trung tâm của Ba Lan thuộc Tomisławice, Greater Poland Voivodeship, cách thủ đô Warsaw khoảng 167 km về phía tây. Tomisławice là một trong những mỏ than lớn nhất ở Ba Lan có trữ lượng ước tính đạt 41 triệu tấn than. Sản lượng than hàng năm là khoảng 2,6 triệu tấn. Mỏ than này thuộc quyền quản lý của Công ty Kopalnia Wegla Brunatnego Tomisławice.
Theo các nhà khoa học, mỏ than Tomisławice là mối đe doạ gây ô nhiễm môi trường cực kỳ nghiêm trọng ở Ba Lan nói riêng và khu vực Châu Âu nói chung, đặc biệt nó có thể gây ảnh hưởng đến hồ Gopło (đây là khu vực được bảo tồn). Mỏ than này được mở cửa vào tháng 5 năm 2010 đã dẫn đến nhiều cuộc biểu tình của chính quyền địa phương, những người dân sống xung quanh mỏ than này và các tổ chức sinh thái. Hoạt động khai thác lộ thiên của mỏ Tomisławice gây ra những thay đổi lớn với mực nước ngầm ở các khu vực liền kề. Hậu quả là dẫn đến những thay đổi đáng kể hàm lượng nước trong đất ở các đồng cỏ. Điều này, có thể gây ra sự biến dạng của một số loài cỏ ưa nước.